# Старожил (фільм)
«Старожил» — радянський художній фільм, дебютна стрічка режисера Іскандера Хамраєва. Знятий на кіностудії «Ленфільм», за сценарієм Никодима Гіппіуса, в 1961 році.

## Сюжет
Іменем Андрія Крутікова названа вулиця в новому місті. Він був першою дитиною, яка народилася в селищі будівельників. Пройшли роки і Андрій, який підріс та шанобливо зветься старожилом, не може похвалитися своїми успіхами. Навчається він посередньо, іноді не в міру пустує, може прибрехати і образити товариша. Він бачить свої недоліки, але не знає як з ними впоратися. Дружба з новим хлопчиком-актором, який приїхав до них на гастролі цирку, допомогла Андрію поміняти своє ставлення до життя. Гасло артиста: «Від простого — до складного», хлопці застосували до навчання і за короткий термін, підтягнувши математику, успішно написали річну контрольну.

## У ролях
- Віктор Перевалов —  Андрій Крутіков
- Анатолій Архипов —  Борис Скалов
- Михайло Єкімов —  Мішка, сусідський малюк
- Валентина Нехнаєва —  Таня Синіцина
- Олександр Арцимович —  Льова Пєлєвін
- Віра Романова —  Євдокія Петрівна, бабуся Андрія
- Неллі Зінов'єва —  Анна Василівна, вчителька
- Микола Харитонов —  голова Міськради
- Олег Хроменков —  монтер
- Олександр Орлов —  працівник манежу
- Анатолій Абрамов —  епізод
- Світлана Мазовецька —  епізод
- Майя Блінова —  епізод
- Віталій Матвєєв —  стрілок ВОХР
- Георгій Сатіні —  дядько Сергій
- Олександр Суснін —  епізод
- Жанна Сухопольська —  епізод
- Галина Теплинська —  епізод

## Знімальна група
- Сценарист:  Никодим Гіппіус
- Режисер:  Іскандер Хамраєв
- Оператор:  Костянтин Рижов
- Композитор: Микола Червинський
- Художник:  Семен Малкін